# South Golden Beach
South Golden Beach – miasto w Australii, w stanie Nowa Południowa Walia, nad Oceanem Spokojnym.